# Божич, Иван
Иван Божич (хорв. Ivan Božić; род. 19 ноября 1983) — боснийский и хорватский футболист, нападающий клуба «Андрия».

## Карьера
Профессиональная игровая карьера Ивана Божича началась в клубе «Зриньски», выступавшем в чемпионате Сербии и Черногории. В 2000 году он перешёл в «Зюйд-Вест-Влаандерен», выступавший в чемпионате Бельгии, где и оставался до расформирования клуба в 2002 году.
С 2002 по 2006 год играет в ФК «Шибеник», где становится одним из лидеров атак. В 2006-07 году Божич выступает в составе бельгийского «Беверена», не часто выходя на поле из-за жёсткой конкуренции. Следующий сезон Божич проводит в ФК «Риека», но также из-за конкуренции в клубе выходит на поле не часто и как результат мало забивает. С 2008 года он снова в Шибенике. На за три сезона забивает лишь 3 гола.
С началом сезона 2012 года Иван оказывается в клубе «Хрватски Драговоляц», выступающий во второй лиге. Здесь он вновь становится лидером атак. За вторую половину сезона (13 игр) он забил 9 мячей.
Но вторую половину 2012 года Иван начинает в китайском чемпионате, да притом в третьем по силе дивизионе — второй лиге, в составе «Яньбянь Чанбайху». Несмотря на усилия Божича, забившего 7 мячей в 15 играх, а также усилия других игроков команда закончила сезон лишь на 13-м месте. Но при этом сам Божич получил приглашение в клуб первой лиги — «Гуйчжоу Чжичэн Торо». В 2013 году команда заняла последнее место и выбыла во вторую лигу.
Божич возвращается в хорватский чемпионат. Он снова выступает за клуб первой лиги «Хрватски Драговоляц». Но в трансфертное окно вновь выезжает в Китай. Полгода он играет за клуб первой лиги «Пекин Баси», который заканчивает сезон на 4-й позиции.
В 2015 году Иван Божич выступал за «Ордабасы» из Шымкента в казахстанской Суперлиге, по завершении сезона в конце года покинул клуб.